# 그란사소

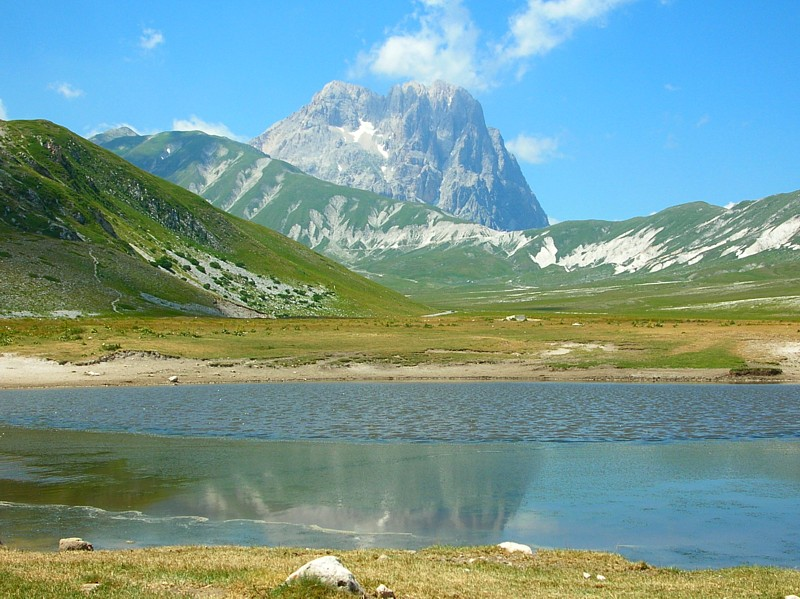
그란사소

그란사소(이탈리아어: Gran Sasso)는 아펜니노산맥에서 가장 높은 대산괴로, 이탈리아 중부 아브루초 주에 있다. 이탈리아어로 그란사소는 '큰 돌'을 의미하며, 1991년에 주변을 포함한 그란사소에몬티델라라가 국립공원으로 지정되었다. 주요 봉우리인 코르노 그란데와 코르노 피콜로 사이에 유럽에서 가장 남쪽에 있는 빙하가 있다.
아펜니노산맥을 지나 이탈리아 반도를 횡단하는 고속도로 아우토스트라다 A24는 그란사소를 뚫고 지나가 건설되어 1984년에 길이 10km를 넘는 그란사소 터널이 개통되었다. 이 터널을 교통 시설로도 사용되며 대산괴 아래 세계 최대의 입자 물리학 연구 시설이 건설되어 1989년에 그란사소 국립 연구소로 개설했다.